# Жаннетт: Дитинство Жанни д'Арк
«Жаннетт: Дитинство Жанни д'Арк» (фр. Jeannette, l'enfance de Jeanne d'Arc) — французький фільм-мюзикл 2017 року, поставлений режисером Брюно Дюмоном. Стрічка брала участь у програмі Двотижневика режисерів на 70-му Каннському міжнародному кінофестивалі (2017).

## Сюжет
Дія фільму розвивається з моменту, коли Жанна д'Арк була юною пастушкою, якій з'явилися архангел Михаїл, Катерина Олександрійська та Марина Антіохійська та закінчується її від'їздом у Вокулер, де вона відкрито оголосила про свою божественну місію.

## У ролях
| • Ліз Лепла Прюдомм | … | Жаннетт           |
| • Джоан Вуайн       | … | Жанна             |
| • Люсіль Готьє      | … | Ов'єтт у 8 років  |
| • Вікторія Лефевр   | … | Ов'єтт у 13 років |
| • Аліна Шарль       | … |                   |
| • Еліза Шарль       | … |                   |

## Знімальна група
- Автор сценарію — Брюно Дюмон, Шарль Пеґі
- Режисер-постановник — Брюно Дюмон
- Продюсер — Жан Бреа
- Оператор — Гійом Дефонтен
- Композитор — Готьє Серр
- Монтаж — Базіль Белькірі, Брюно Дюмон
- Художник з костюмів — Александра Шарль
- Хореограф — Філіпп Декуфле
- Кастинг — Клеман Морелль

## Нагороди та номінації
| Список нагород та номінацій | Список нагород та номінацій | Список нагород та номінацій | Список нагород та номінацій    | Список нагород та номінацій | Список нагород та номінацій |
| Кінопремія                  | Дата церемонії              | Категорія                   | Номінант(и)                    | Результат                   | Дж                          |
| --------------------------- | --------------------------- | --------------------------- | ------------------------------ | --------------------------- | --------------------------- |
| Приз Луї Деллюка            | 2017                        | Найкращий фільм             | Жаннетт: Дитинство Жанни д'Арк | Номінація                   |                             |
| Премія «Люм'єр»             | 5.02.2017                   | Найкраща музика до фільму   | Готьє Серр                     | Номінація                   | [ 4 ]                       |